# Stefan Golcz
Stefan Golcz (ur. 1865 w Bartodziejach, zm. 28 września 1932 we Wrześni) – właściciel browarów: "Fortuna" w Miłosławiu i "Wiktorya" we Wrześni, działacz społeczny i kulturalny.

## Życiorys
Wywodził się z całkowicie spolonizowanej już w czasach saskich linii niemieckiej rodziny Goltzów, osiadłej na Pomorzu w rejonie Stargardu. Opuścił Bartodzieje w wyniku działów rodzinnych i częściowej parcelacji majątku. Po ukończeniu szkoły piwowarskiej w Monachium przeniósł się na ziemię wrzesińską. Jego protektorem był Józef Kościelski, znany społecznik, działacz gospodarczy oraz mecenas artystów.
W latach 1899–1901 nabył na licytacji browary "Fortuna" w Miłosławiu i "Wiktorya" we Wrześni. Później również właściciel Odeonu, placówki kulturalno-rozrywkowej. W 1919 przekazał znaczne sumy na tzw. skarb narodowy. Członek i działacz towarzystw ziemiańskich i przemysłowych. W 1922 został członkiem kolegium magistrackiego.
W 1931 był głównym inicjatorem powstania miejskiego klubu sportowego Victoria Września.
Zmarł 28 września 1932 we Wrześni.

## Życie prywatne
W 1904 zawarł związek małżeński ze Stefanią Mrozińską. Miał córkę Felicję, która została kontynuatorką działalności społecznikowskiej.